# ツヴィンガー宮殿

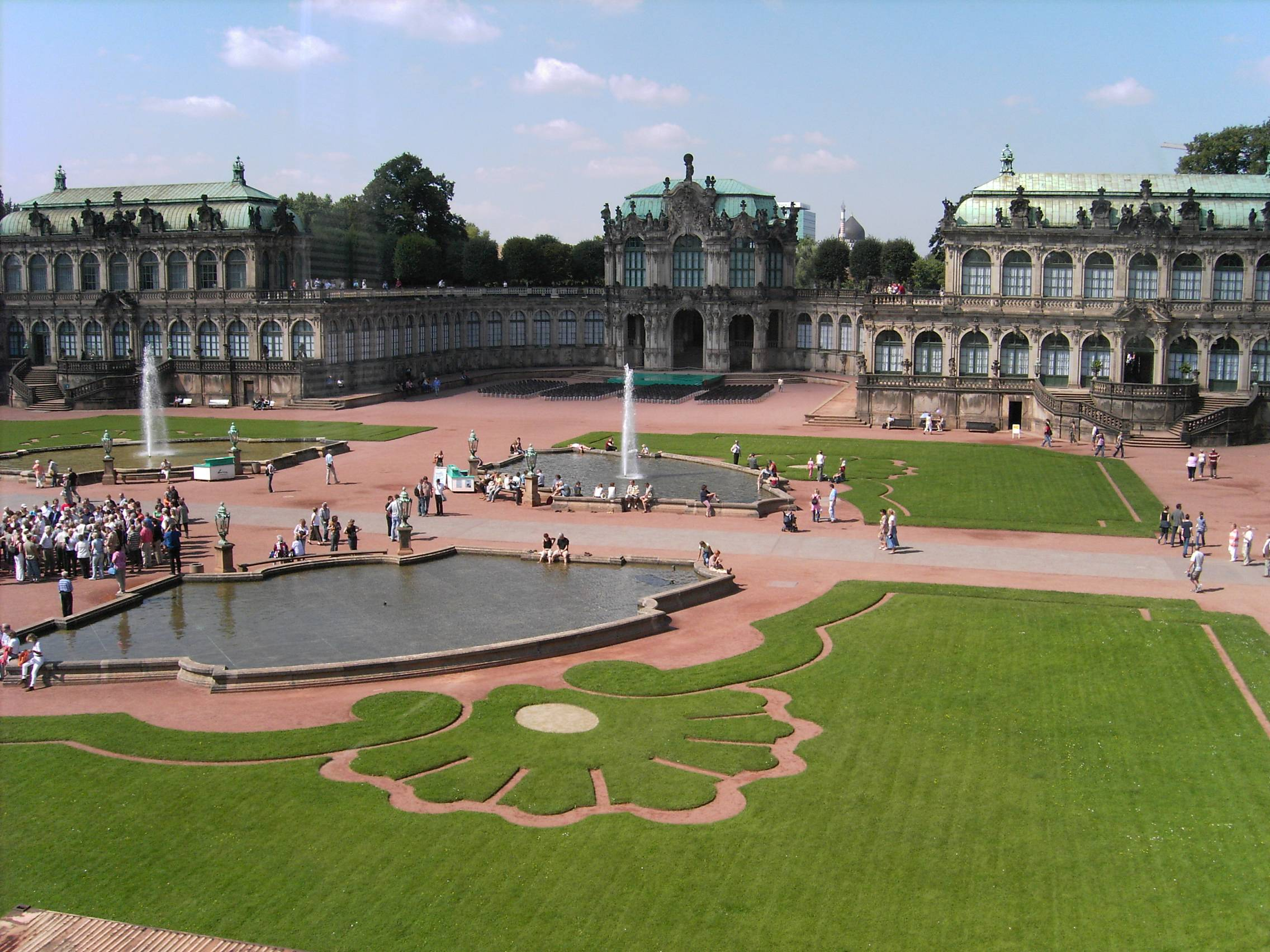
ツヴィンガー宮殿の中庭

ツヴィンガー宮殿（ツヴィンガーきゅうでん、独: Zwinger）は、ドイツ、ザクセン州の州都ドレスデンにあるバロック様式の宮殿で、中庭に庭園を有する。現在は、ドレスデン美術館の重要な構成要素であるアルテ・マイスター絵画館等として利用されている。

## 歴史
「ツヴィンガー（Zwinger）」は、もともと市の城壁を拡張した際に、以前の古い城壁と新しい城壁の間に生じた場所を意味する。12世紀に形成されたドレスデンの城壁は、15世紀に拡張されるが、その際に生じた新たな用地がツヴィンガーと呼ばれ、居城付近は庭園的に利用されていた。その後、1569年に入ると、城壁の整備が開始され、後にツヴィンガー宮殿が建設される用地の輪郭が居城そばに姿を現すが、まだ庭園としての利用に止まっていた。

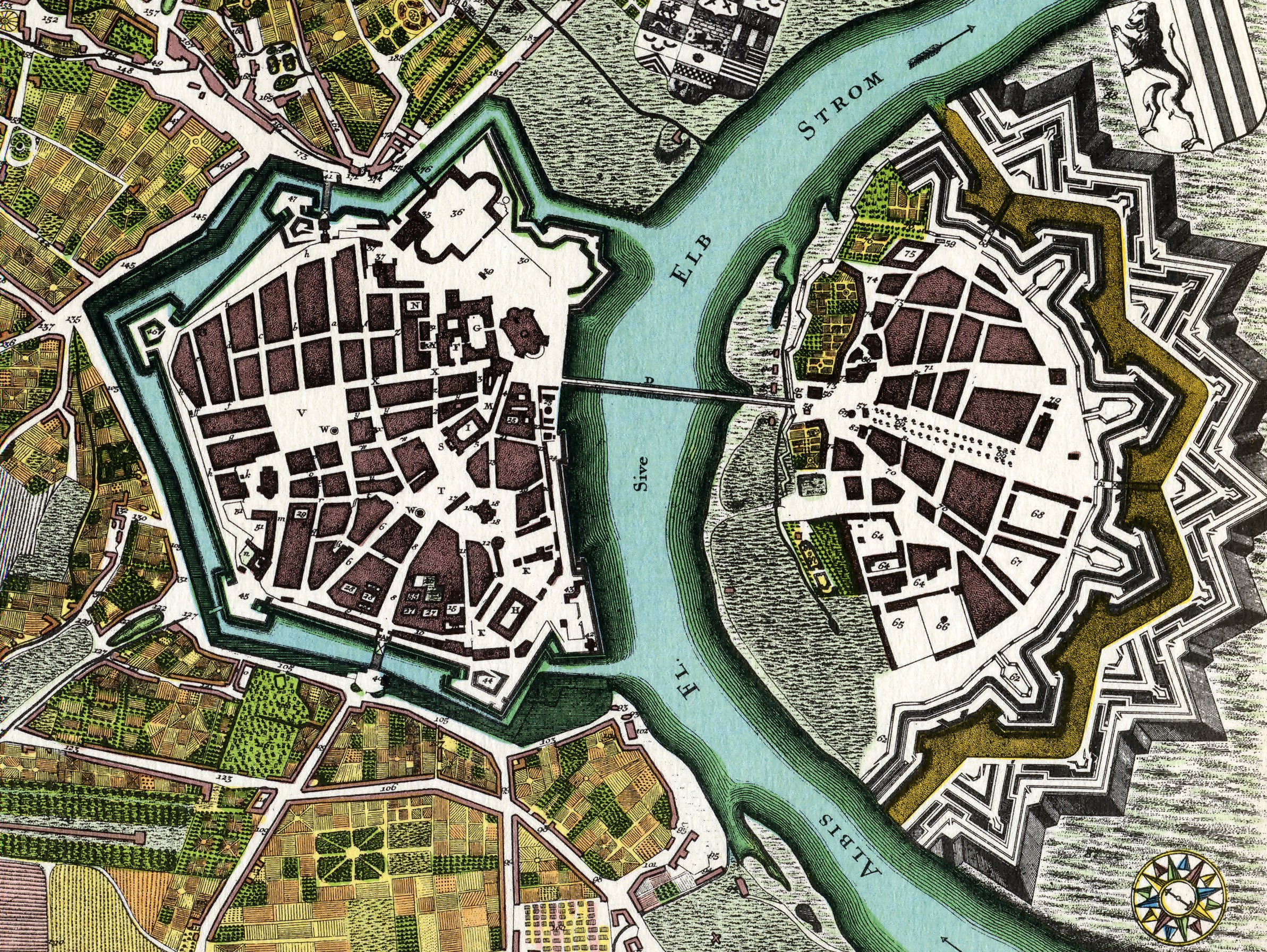
1750年のドレスデン市街図。16世紀に整備された星型要塞に囲まれた市街地の上端にツヴィンガーが見える

ツヴィンガーに宮殿を建築したのは、1694年にザクセン選帝侯となったフリードリヒ・アウグスト1世（アウグスト強健王）である。当時のドレスデンは木造建築が主体であり、1687年から1689年にかけてフランスやイタリアを旅行してきたアウグスト強王には、時代にそぐわないものに見えた。そこで、居城そばの庭園に、石造の宮殿を建築することが計画された。
宮殿の計画に着手されたのは1709年で、まず敷地が整備された。そして、1711年には、建築が開始されている。設計を中心的に担ったのがダニエル・ペッペルマンで、着工を控えた1710年に、命を受けてプラハ、ウィーンやフィレンツェ、ローマへ旅行し、さらに1715年にはパリのベルサイユ宮殿を見学に訪れている。こうして、1719年に宮殿の落成が祝われたが、その後も1728年まで工事が継続されている。こうして、ドイツバロック建築の傑作といわれ、多数の彫刻で飾られた宮殿が完成した。フリードリヒ・アウグスト1世に続いて1733年に選帝侯となったフリードリヒ・アウグスト2世は、ツヴィンガーのエルベ川寄りにホフ教会を建設し、ツヴィンガーの建築群をさらに展開している。
19世紀に入ると、宮殿を補修し、選帝侯が収集してきた美術品収集の場として利用するための整備が行われる。また、1869年に火災で焼失した宮廷歌劇場の再建が、ゴットフリート・ゼンパーに依頼され、ゼンパー・オーパーが建設されている。

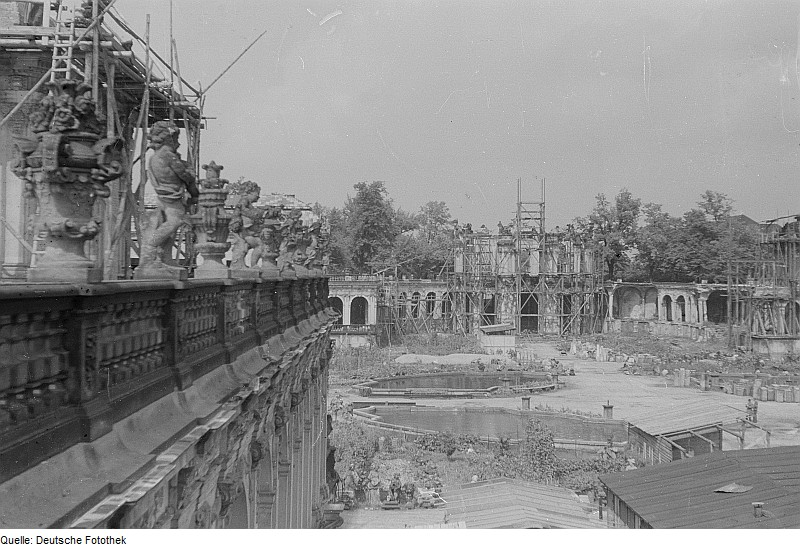
爆撃で破壊されたツヴィンガー宮殿（1948年）

その後もツヴィンガーの建築群を維持するための作業が続けられたが、第二次世界大戦におけるドレスデン爆撃で、ツヴィンガーの建築群は大きな被害を受けた。戦後、損害が調査され、補修が開始されて、1951年には中庭が利用に供されている。その後も補修が継続され、次第に公開部分が拡大され、1963年にはほぼ戦前の姿を取り戻したが、ゾフィー教会は1962年に取り壊されている。2002年には、エルベの水害により、再び甚大な被害を受けている。

## 日本のツヴィンガー宮殿 アートギャラリー
古伊万里（江戸期の有田焼の総称）がマイセン焼に大きな影響を与えたことを記念して、ドレスデン市当局の協力の下に、1993年、日本の佐賀県有田にツヴィンガー宮殿を再現した「有田ポーセリンパーク ツヴィンガー宮殿アートギャラリー」が開館した。有田町に再現されたツヴィンガー宮殿は、同年、日本の博物館法に定める博物館相当施設として認可され今日に至る。なお、再現されたのは、ツヴィンガー宮殿の王冠門部分のみであり、その他の部分の増築計画もあったが、バブル経済崩壊による当時の経営母体であった大手ゼネコン（青木建設）の経営難の影響を受け頓挫した。